# Kluthe Chemicals
Die Kluthe Chemicals GmbH & Co. KG ist ein Chemieunternehmen mit Hauptsitz in Heidelberg. Sie ist das Mutterunternehmen der Kluthe-Gruppe, deren zentrale deutsche Gesellschaft die Chemische Werke Kluthe GmbH ist. Die Gruppe entwickelt und fertigt Chemikalien zur Behandlung von Oberflächen und bietet Prozesslösungen und Dienstleistungen (insbesondere Wertstoff- und Abfallaufbereitung) in diesem Bereich an. Sie fertigt weltweit an dreizehn Produktionsstandorten und verfügt über Vertretungen, Vertriebspartner und Lizenznehmer in 51 Ländern.
Auf 250.000 m2 Betriebsfläche wird mit rund 700 Mitarbeitern ein Produktionsvolumen von 160.000 Tonnen erzeugt.

## Geschichte

### Gründung und Unternehmensaufbau
Im Jahr 1950 gründeten Maria und Wilhelm Kluthe das Unternehmen „Kluthe Fabrikation chemisch-technische Erzeugnisse“. Labor und Produktion befanden sich dort zu diesem Zeitpunkt in einer Garage. Erstes Produkt war ein universell einsetzbares Lacklösungs- und Verdünnungsmittel. 1953 folgte das erste in Europa unter dem Namen Controx angebotene flüssige Kaltentlackungsmittel für lufttrocknende Lacke und Einbrennlacke. Es konnte im Tauchverfahren bei Raumtemperatur zur Anwendung kommen, im Gegensatz zu den bis dahin hochalkalischen, ätzenden Heißentlackungsmitteln (Abkochverfahren).
1954 erwarb das Unternehmen ein eigenes Grundstück in der Gottlieb-Daimler-Straße in Heidelberg. Im gleichen Jahr erfolgte die Installation einer kleinen Destillationsanlage als Regenerieranlage für organische Lösungsmittel. Heute befindet sich in der Gottlieb-Daimler-Straße die Verwaltung der Kluthe-Gruppe.

### Sortimentserweiterung und Expansion
Mit der Übernahme der Sahm-Chemie im Jahre 1969 wurde der Grundstein zur Belieferung des Farbengroß- und Fachhandels mit Malerlacken, Grundierungen und Lacklösungsmitteln gelegt. Über Jahre wurde die Produktpalette für diesen Kundenkreis immer weiter ergänzt. Mit der 1972 erfolgten Akquisition der Lackfabrik De Graaff en Baas B.V. in Alphen aan den Rijn expandierte die Gruppe in die Niederlande. Aus der niederländischen Gesellschaft entstand im Jahr 2001 die Kluthe Benelux BV.
Aufgrund der Auslastung des Werks in der Gottlieb-Daimler-Straße wurde 1973 ein weiteres Werk in Heidelberg-Wieblingen gebaut. An diesem Standort befindet sich heute auch das Forschungs- und Entwicklungszentrum für alle Oberflächen-Vorbehandlungsprodukte.
1997 wurde das Unternehmen Continental Lack- und Farbenwerke Friedrich Wilhelm Wiegand Söhne GmbH in Oberhausen übernommen und damit das Lieferprogramm um Bautenschutzfarben der Marke „Contilack“ erweitert.

### Eigene Recycling-Werke, internationale Expansion
1991 erwarb Kluthe von der Treuhand die chemische Fabrik Lipsia in Mügeln bei Leipzig. Hier wurde 1997 eine erste Lösungsmittel-Destillationseinrichtung zur Verwertung verbrauchter Lösungsmittel installiert. Für das Verfahren erhielt Kluthe 1998 den Umweltschutzpreis des Bundesverbandes der Deutschen Industrie.
Die Recycling-Aktivitäten von Kluthe wurden 2007 durch ein weiteres Werk in Heidelberg erweitert. Pächterin der Mügelner und Heidelberger Recycling-Standorte ist seit 2009 die 2007 gegründete Kluthe-Tochter Rematec GmbH.
2010 entstand ein Joint Venture mit dem türkischen Chemieunternehmen Duraner. In den folgenden Jahren etablierte Kluthe unter anderem Tochtergesellschaften in Brasilien (2012) und Mexiko (2014); 2017 erfolgte die Gründung eines Joint Ventures mit dem indischen Unternehmen Zavenir.
Die heutige Gruppenstruktur existiert seit 2016; seit diesem Jahr tritt die Kluthe Chemicals GmbH & Co KG als Mutterunternehmen der Gruppe auf.
2019 wurde die kanadische Tochtergesellschaft Kluthe Sustainabilty Management gegründet.

## Geschäftstätigkeit
Die Kluthe-Gruppe gliedert ihre Geschäftstätigkeit in die Bereiche Metalworking & Cleaning (Schmierstoffe, Industriereiniger und Korrosionsschutz für die Metallbearbeitung), Forming & Protection (Umformmedien und Korrosionsschutzprodukte), Pretreatment (Produkte und Verfahren zur Oberflächenvorbehandlung z. B. vor der Lackierung/Beschichtung) und Paintshop (Prozesschemikalien und Produkte zur Metall- und Kunststofflackierung, Bautenfarben). Die Tochtergesellschaft Rematec ist im Bereich chemisches Recycling aktiv.
Kunden sind hauptsächlich die Automobilindustrie sowie die Segmente Bau- und Landmaschinen, Kunststoffbauteile, die Dosen- und Bandfertigung und die Rohr- und Drahtindustrie. Das Maler- und Lackiererhandwerk wird über den Farbenfach- und Großhandel sowie über technische Großhändler beliefert.

### Produkte
Zu den Produkten gehören die unter der Dachmarke „Kluthe“ angebotenen Industriechemikalien: Kühl- und Umformschmierstoffe, Industriereiniger, Korrosionsschutzmittel, Vorbehandlungschemikalien sowie Prozesschemikalien für die Metall- und Kunststofflackierung. Außerdem das unter der Marke „Conti Coatings“ vertriebene Sortiment an Lacken, Farben und Grundierungen. Die „Hakuform“- und „Hakufluid“-Produktreihen beinhalten wassermischbare Kühlschmierstoffe sowie nicht wassermischbare Bearbeitungsöle für Zerspanungs- und Umformprozesse in der Metallbearbeitung, daneben werden auch lösemittelbasierte Industriereiniger angeboten. Im Sortiment sind Mittel für den kurz- und mittelfristigen Korrosionsschutz von Metalloberflächen und zur Vorbehandlung von Metall- und Kunststoffoberflächen zum Beispiel vor einer Lackierung oder Beschichtung. Unter der Marke „Conti Coatings“ werden Grundierungen, Innen- und Fassadenfarben, Bodenbeschichtungen, Lacke, dekorative Beschichtungen für Wände im Innenbereich, Holzbeschichtungen und -lasuren, Spachtelmassen und Buntsteinputz angeboten. Zum Sortiment gehören weiterhin Entlacker und Abbeizer der Marke „Grüneck“. Unter der Marke „Kluthe“ werden im Bereich Malerfachhandel unter anderem Korrosionsschutzmittel (z. B. „Tannox“) und Holzschutzmittel (z. B. „Holzwurmtod“) vertrieben.

### Recycling
Über das in Kooperation mit dem Farbengroßhandel angebotene „Rema“-System (Recycling-System für Malerbetriebe) können Malerbetriebe Reststoffe in speziellen Entsorgungsgebinden von der Rematec GmbH entsorgen und abholen lassen. Diese Reststoffe werden in den nach der europäischen Umweltnorm DIN EN ISO 14001:2015 zertifizierten Recyclingbetrieben des Unternehmens in Mügeln und Heidelberg-Wieblingen verwertet. Stofflich verwertet werden nichthalogenierte organische Lösemittel, Dichlormethan, Altlacke, Altfarben und Lackkoagulate, Pulverlack, Hydrospülflüssigkeiten, die beim Lackieren mit wasserlöslichen Lacken anfallen, sowie Altöle und Bearbeitungsöle; aus den Reststoffen werden neuwertige Rohstoffe gewonnen.

### Logistik
Der zertifizierte Entsorgungsfachbetrieb Eberhard Transport GmbH, an dem Kluthe mit 50 % beteiligt ist, übernimmt für das Unternehmen Transporte von Flüssigchemikalien und chemischen Abfällen.

### Produktionsstandorte
Die Kluthe-Gruppe verfügt über eigene Produktionsstandorte in Deutschland, den Niederlanden, Frankreich, Spanien, der Türkei, Indien, Mexiko und Brasilien. In Deutschland befinden sich Werke in Heidelberg-Wieblingen, Oberhausen, Asperg und Mügeln. Oberhausen und Asperg produzieren für „Conti Coatings“. Den Standort Mügeln sowie eines der beiden Werke in Heidelberg-Wieblingen betreibt die Rematec GmbH. Der Standort Asperg produziert Verdünner in Kleinpackungen für Maler und Endverbraucher unter der Regie der Division Conti-Coatings ebenso wie für Conti-Coatings Benelux in Alphen.
In Alphen aan den Rijn (NL) produziert Kluthe den größten Teil seiner Erzeugnisse auch außerhalb Deutschlands und versorgt damit den gesamten Benelux-Markt. Am Standort in Kuntzig (Lothringen) werden Lack-, Löse- und Verdünnungsmittel sowie Reiniger, Spülmedien für die lackverarbeitende Industrie sowie Entlacker und Koaguliermittel zur Versorgung des französischen Marktes hergestellt. In Guadalajara bei Madrid befindet sich das im Jahre 2004 neu errichtete Kluthe-Werk, in dem derzeit ebenfalls organische Lösungsmittel, das komplette Vorbehandlungsprogramm für metallische und nicht metallische Oberflächen sowie Wasserbehandlungschemikalien hergestellt werden. Von Spanien aus wird der Maghreb versorgt.

### Nachhaltigkeit
Kluthe, das Recycling-Unternehmen Rematec GmbH und der Speditionspartner Eberhard Transport GmbH kompensierten die infolge ihrer Geschäftstätigkeit 2019 bzw. 2020/2021 entstandenen CO2-Emissionen durch Ausgleichszahlungen an ein Wasserkraftprojekt in Indien.
Die Ende 2019 gegründete kanadische Tochtergesellschaft Kluthe Sustainability Management bewirtschaftet nach Angaben des Unternehmens im kanadischen New Brunswick 5600 ha Waldfläche. Der nach den Maßgaben des „Verified Carbon Standard“ zertifizierte Wald generiert CO2-Zertifikate, die Kluthe für seine eigene Klimaneutralstellung nutzt und auch seinen Kunden anbietet.